# 두서초등학교 두남분교
두서초등학교 두남분교는 울산광역시 울주군 두서면 구량차리로 16 (現 두남중고등학교)에 있었던 초등학교 분교이다.

## 연혁
- 1950.02.01 두남공립국민학교 개교
- 1994.03.01 두서국민학교 두남분교장 개설
- 1996.03.01 두서초등학교 두남분교 개칭
- 1999.02.20 제41회 졸업식(누계 1660명)
- 1999.03.01 두서초등학교로 통폐합